# Dan Gilbert
Daniel Gilbert (Detroit, 17 de enero de 1962) es un empresario, inversor y filántropo estadounidense multimillonario. Es cofundador de Quicken Loans, fundador de Rock Ventures y propietario de los Cleveland Cavaliers de la Asociación Nacional de Baloncesto. Gilbert posee varias franquicias deportivas, entre ellas Cleveland Monsters de la American Hockey League y Cleveland Charge de la NBA G League. También dirige el Rocket Mortgage FieldHouse en Cleveland (Ohio) sede de los Cleveland Cavaliers y de los Cleveland Monsters. Es el presidente de JACK Entertainment (antes Rock Gaming), que abrió su primer Horseshoe Casino (ahora JACK Cleveland Casino) en el centro de Cleveland en mayo de 2012. El 17 de abril de 2021, el Bloomberg Billionaires Index calculó su patrimonio neto en 37 600 millones de dólares, lo que lo convierte en la trigésima sexta (36.ª) persona más rica del mundo. En mayo de 2025, Forbes estimó su patrimonio neto en 22 500 millones de dólares, lo que lo convierte en la octogésima octava (88.ª) persona más rica del mundo. Y según el Índice de Multimillonarios de Bloomberg, con un patrimonio neto estimado de 27 400 millones de dólares, es la septuagésima primera (71.ª ) persona más rica del mundo.

## Temprana edad y educación
Gilbert nació en una familia en Detroit, Míchigan. Creció en Southfield, donde asistió a Southfield-Lathrup High School. Obtuvo su licenciatura de la Universidad Estatal de Míchigan y un Juris Doctor de la Facultad de Derecho de la Universidad Estatal Wayne y es miembro del Colegio de Abogados de Míchigan. Mientras estaba en la universidad, obtuvo una licencia de agente inmobiliario y mientras estaba en la facultad de derecho, trabajó a tiempo parcial en la agencia Century 21 Real Estate de sus padres.

### Préstamos Quicken
Gilbert fundó Rock Financial en 1985 con su hermano menor Gary Gilbert. La empresa se convirtió en uno de los prestamistas hipotecarios independientes más grandes de Estados Unidos. A fines de la década de 1990, la compañía lanzó su estrategia de Internet y rápidamente se posicionó como el prestamista hipotecario directo de más rápido crecimiento en línea. En el cuarto trimestre de 2017, la compañía se convirtió en el mayor prestamista hipotecario minorista por volumen en los Estados Unidos.
Gilbert permaneció en la empresa como director general. En 2000, el fabricante de software Intuit Inc. compró Rock Financial. Cambió el nombre de la operación web nacional Quicken Loans y creció sustancialmente como el principal proveedor de préstamos hipotecarios directos al consumidor en Internet, ofreciendo hipotecas en los 50 estados. En 2002, dirigió un pequeño grupo de inversionistas privados que compraron Quicken Loans y su compañía nacional de títulos afiliada, Title Source, Inc., de Intuit. Gilbert continúa sirviendo como presidente de Quicken Loans, Inc.
En 2007, Gilbert y la ciudad de Detroit anunciaron un acuerdo que trasladaría la sede de la empresa al Downtow. La sede estaría ubicada en el One Campus Martius, en la histórica avenida Woodward. La empresa se trasladó oficialmente allí en agosto de 2010, trayendo consigo 1700 nuevos empleados iniciales a la ciudad.
Los 3600 miembros del equipo con sede en Míchigan se mudaron al núcleo urbano de Detroit a fines de 2010. En 2017, la compañía tenía aproximadamente 17 000 empleados en el centro de Detroit y un total de 24 000 en todo el país.
En agosto de 2020, Quicken Loans se hizo público bajo el nombre de Rocket Companies e hizo su debut en la Bolsa de Valores de Nueva York con el símbolo de cotización "RKT". Gilbert sigue siendo el propietario mayoritario, controlando el 79 % de las acciones de la empresa. El enorme aumento del patrimonio neto de Gilbert durante la pandemia de coronavirus se atribuye en gran parte a la salida a bolsa de su empresa.

### Propiedad de franquicias deportivas
- Gilbert se convirtió en propietario mayoritario de los Cleveland Cavaliers en marzo de 2005 y llevó a cabo una revisión completa de la oficina principal, el cuerpo técnico, el personal de los jugadores y la presentación del juego.[14] Durante el mandato de Gilbert, los Cavs ganaron seis campeonatos de la División Central (2009, 2010, 2015, 2016, 2017, 2018),[15][16] cinco campeonatos de la Conferencia Este (2007, 2015, 2016, 2017, 2018),[17] y un campeonato de la NBA (2016) que puso fin a la maldición deportiva de 52 años de Cleveland.[18] También en 2016, Lake Erie Monsters de Gilbert ganó el premio mayor de la AHL, la Copa Calder, dándole a Gilbert dos campeonatos en ocho días.[19]
- En 2007, Gilbert compró la franquicia inactiva de la American Hockey League Utah Grizzlies, la trasladó a Cleveland y la renombró Lake Erie Monsters (ahora Cleveland Monsters).[20][21]
- En 2011, Gilbert compró los New Mexico Thunderbirds de lo que entonces era la NBA Developmental League (ahora llamada G League), y los trasladó a Canton, Ohio (aproximadamente a una hora en automóvil al sur de Cleveland) y les cambió el nombre por Canton Charge. afiliado de los Cavaliers.[22]

#### "The Letter"
Gilbert recibió atención nacional el 8 de julio de 2010, cuando la superestrella del baloncesto de la NBA y nativo del noreste de Ohio, LeBron James, anunció que dejaría a los Cavaliers por el Miami Heat en un especial de televisión de ESPN muy criticado llamado The Decision. Después del especial, Gilbert publicó una carta abierta en la fuente Comic Sans (apodada a nivel nacional como "The Letter" (o sea 'La carta') como contrapunto a The Decision ) a los fanáticos de los Cleveland Cavaliers en la que criticaba fuertemente cómo James hizo su anuncio. El 12 de julio de 2010, el comisionado de la NBA , David Stern, multó a Gilbert con 100 000 dólares por sus comentarios en la carta. Desde entonces, Gilbert se arrepintió de la carta abierta, que escribió en 45 minutos cuando las emociones estaban en aumento, y fue eliminada del sitio web del equipo después de unas semanas, pero permaneció ampliamente disponible en Internet. Aunque algunos miembros de los medios criticaron a Gilbert por esta carta, muchos fanáticos de los Cleveland Cavaliers lo aceptaron e incluso se ofrecieron a pagar la multa. Gilbert, en cambio, insistió en donar el dinero a obras de caridad.
Cuatro años más tarde, cuando James se rescindió de su contrato con Miami, Gilbert y James se conocieron en privado. Gilbert se disculpó con LeBron por la carta abierta, diciendo: "LeBron, tuvimos cinco buenos años juntos y una mala noche; como un matrimonio que es bueno y luego sucede algo malo y nunca se vuelven a hablar". James también expresó su pesar a Gilbert por The Decision. Los dos se abrazaron y James posteriormente regresó a Cleveland en la agencia libre días después. James explicó su regreso a casa en Cleveland en su anuncio de Sports Illustrated escribiendo "Me he reunido con Dan, cara a cara, de hombre a hombre. Lo hemos hablado. Todos cometen errores. Yo también cometí errores. ¿Quién soy yo para guardar rencor? "
Más tarde, en 2017, James revisó la carta y comentó en la revista GQ que sentía que la carta tenía connotaciones raciales. Y en una entrevista con Uninterrupted, James describió la carta como irrespetuosa.

### Otros negocios e inversiones
- Gilbert es socio fundador del grupo de capital privado Rockbridge Growth Equity LLC (RBE). La asociación invierte en negocios en crecimiento en los sectores de servicios financieros, tecnología de Internet, marketing directo al consumidor y las industrias del deporte y el entretenimiento.
- RBE tiene importantes inversiones en Gas Station TV,[31] Robb Report,[32] RapidAdvance,[33] Northcentral University, Protect America, AccountNow, Purchasing Power, Triad Retail Media, One on One Marketing y Connect America.[34][35]
- Gilbert también es inversor en Courtside Ventures,[36] un fondo de capital de riesgo que invierte en empresas de medios y tecnología en etapa inicial con un enfoque en los deportes y socio fundador de Detroit Venture Partners (DVP), una empresa de capital de riesgo que financia empresas de tecnología en fase inicial y en fase inicial basadas principalmente en Detroit. [23] Algunas de las empresas en las que DVP ha invertido incluyen, LevelEleven,[37] iRule[38] y Marxent Labs.[39][40]
- Además, Gilbert cofundó recientemente StockX, un mercado de valores de productos de alta demanda de edición limitada, como zapatillas.[41] Gilbert también se invierte y participa en la operación de varias empresas centradas en la tecnología basada en el consumo, incluyendo Fathead, Veritix, Xenith, StyleCaster y Quizzle.[11]
- Gilbert lanzó Bizdom en 2007. Hoy en día, esta organización sin fines de lucro promueve el espíritu empresarial tecnológico y físico en Detroit y Cleveland al apoyar a los proveedores de servicios en el terreno, así como aprovechar sus conexiones con Quicken Loans y la familia de empresas Rock Ventures para acelerar el crecimiento. y desarrollo de pequeñas empresas.[42]
- En noviembre de 2009, Gilbert y un grupo de socios respaldaron con éxito un referéndum estatal para llevar los juegos de casino a las cuatro ciudades más grandes de Ohio. A través de una empresa conjunta con Caesars Entertainment Corporation, los grupos operan casinos urbanos tanto en Cleveland como en Cincinnati. El primero de los casinos, Horseshoe Cleveland, abrió sus puertas en mayo de 2012.[10] En 2013, Rock Ventures, la entidad que agrupa las inversiones y las participaciones inmobiliarias de Gilbert, anunció que había formado Athens Acquisition LLC, una filial de Rock Gaming, y adquirió la participación mayoritaria en Greektown Superholdings Inc., propietario del Greektown Casino-Hotel ubicado en el centro de Detroit.[43] A finales de 2018, Gilbert compró los diccionarios en línea Dictionary.com y Thesaurus.com.[44]
- Según el jugador profesional de Call of Duty Matthew "Nadeshot" Haag,[45] Gilbert ha realizado una inversión multimillonaria en el equipo de eSports de Nadeshot llamado 100Thieves.

### Proyectos en Detroit
- Quicken Loans trasladó su sede y 1700 de los miembros de su equipo al centro de Detroit en agosto de 2010, donde Gilbert y la compañía están ayudando a liderar una revitalización del núcleo urbano de Detroit.[11] Hoy, las empresas propiedad de Gilbert emplean a más de 17 000 personas en la ciudad.[46]
- En 2011, Gilbert's Bedrock Detroit compró varios edificios en el centro de Detroit, incluido el histórico Madison Theatre Building,[47] Chase Tower y Two Detroit Center (estacionamiento),[48] Dime Building (rebautizado como Chrysler House),[49] First National Edificio[50] y tres edificios más pequeños en Woodward Avenue.[51] En 2012, Bedrock Detroit compró el antiguo Federal Reserve Bank of Chicago Detroit Branch Building,[52] One Woodward Avenue, 1201 Woodward (edificio Kresge) y cinco edificios más pequeños en Woodward Avenue y Broadway Street, por un total de 58 528 m² de espacio comercial en el centro de Detroit.[53] En 2013, Bedrock Detroit compró la 1001 Woodward, varios edificios más pequeños en el centro de la ciudad y anunció, junto con The Downtown Detroit Partnership y Detroit Economic Growth Group, un plan de creación de lugares para revitalizar el núcleo urbano de Detroit.
- Las inversiones inmobiliarias del centro de Detroit de Bedrock Detroit incluyen más de 90 propiedades (edificios y / o fachadas de tiendas)[54] un total de 15 millones de pies cuadrados.[55]
- En 2015, compró Book Tower en Detroit, MI.[56]
- En septiembre de 2013, Gilbert fue nombrado copresidente del Blight Removal Task Force. El grupo publicó un plan detallado en mayo de 2014 para eliminar todas las estructuras y lotes deteriorados en la ciudad de Detroit.[57]
- Gilbert ha sido citado como líder en iniciativas de reurbanización del centro de Detroit. Un artículo de la revista Politico de 2017 nombró a Gilbert como uno de los "11 alcaldes más interesantes de Estados Unidos", y lo enumeró como si fuera alcalde de Detroit debido a su papel en el desarrollo de la ciudad.[58]
- En septiembre de 2017, el alcalde de Detroit, Mike Duggan, nombró a Gilbert para dirigir un comité para hacer una oferta similar al Super Bowl para que el gigante minorista en línea Amazon lleve su segunda sede norteamericana a Detroit.[59]

## Filantropía y donaciones políticas
- En septiembre de 2012, Gilbert y su esposa Jennifer se unieron a The Giving Pledge, comprometiéndose a donar la mitad de su riqueza a la filantropía.[60] Iniciada por Warren Buffett y Bill Gates en 2010, Giving Pledge es una campaña para alentar a las personas más ricas del mundo a comprometerse a dar la mayor parte de su riqueza a causas filantrópicas.
- El hijo mayor de Gilbert nació con neurofibromatosis.[61] Gilbert estableció dos clínicas de investigación de neurofibromatosis en el Children's National Medical Center (CNMC) en Washington D. C. y en el Dana Children's Hospital en el Sourasky Medical Center en Tel Aviv, Israel. Gilbert también forma parte de las juntas directivas de Children's Tumor Foundation, Cleveland Clinic y Children's Hospital Foundation (una afiliada de CNMC); y es el vicepresidente de la iniciativa sin fines de lucro M-1 RAIL que se dedica a promover el transporte de tren ligero en el centro de Detroit.[62]
- En 2015, Gilbert donó 750 000 dólares a la candidatura presidencial de Chris Christie.[63]
- En septiembre de 2016, Gilbert donó 5 millones de dólares a la Facultad de Derecho de la Universidad Estatal de Wayne, lo que representa la donación más grande en la historia de la facultad de derecho. En octubre de ese año, Gilbert también donó 15 millones de dólares para el proyecto de renovación del Breslin Center planificado de 50 millones de dólares en la Universidad Estatal de Míchigan.[64]
- Quicken Loans donó 750 000 al comité de inauguración del presidente Donald Trump.
- Un artículo de ProPublica encontró que tres franjas de Downtown Detroit recibieron exenciones fiscales de zonas de oportunidad destinadas a comunidades de bajos ingresos. La exención de impuestos se produjo después de la donación de Gilbert a Trump.[65]
- En 2020, los esfuerzos filantrópicos de Gilbert se centraron en ayudar a la ciudad durante un año sin precedentes. Detroit se vio muy afectada por la pandemia de coronavirus. Su empresa igualó las donaciones de los empleados a los fondos de ayuda para el coronavirus. Comprendió que sus empleados estaban enfrentando una presión extrema para mantenerse al día con sus pagos de alquiler y, por lo tanto, renunció a todos los gastos de alquiler, construcción y estacionamiento para todos los inquilinos comerciales en abril y mayo. En mayo anunció que renunciaría al alquiler hasta fin de año. Las empresas de Gilbert han invertido recursos, infraestructura, mano de obra y grandes cantidades de dinero en la ciudad durante los últimos ocho meses. En marzo, justo al comienzo de la pandemia, Gilbert comprendió rápidamente la gravedad de la pandemia inminente y donó 1.2 millones de dólares para ayudar a los habitantes de Detroit, las pequeñas empresas y el sistema de salud.[66]

## Vida personal
Gilbert reside en Míchigan con su esposa Jennifer Gilbert y sus cinco hijos. Su esposa es miembro del Instituto de Neurofibromatosis de la Familia Gilbert en el Children's National Medical Center en Washington D. C. y también es miembro de las juntas directivas de ORT America y del Comité Israelí y de Ultramar de la Federación Judía de Detroit Metropolitana. Se informó que el 26 de mayo de 2019, Dan Gilbert fue trasladado al hospital y recibió tratamiento por un derrame cerebral a la edad de 57 años
El hijo de Gilbert, AJ Gilbert, fundó un negocio de marcas mientras estaba en la universidad y rápidamente consiguió un gran contrato con Quicken Loans. Un artículo escrito por Mlive sobre la empresa causó controversia debido a la falta de mención de que él es el hijo de Dan Gilbert y, por lo tanto, el apoyo de la familia

## Premios y honores

### Préstamos Quicken
- 16 veces ganador: Premio JD Power Highest Customer Satisfaction Award (10 por Originación de Hipoteca Primaria, seis por Servicio de Hipoteca)
- 16 veces incluidas en la lista de Fortune de las 100 mejores empresas para trabajar (2005-2017)[72]

### Cleveland Cavaliers
- Campeón NBA 2016
- Premio al Mejor Equipo ESPY 2016

### Cleveland Monsters
- Campeón de la Copa Calder 2016